# Horváth Szekeres István
Horváth Szekeres István (Csíkszereda, 1975. november 24. –) erdélyi magyar író, karikaturista, autodidakta képzőművész. Jelenleg Csíkszeredában él, biciklifutárként dolgozik.

## Pályafutása
1995-ben végzett a csíkszeredai Nagy István Zene-és Képzőművészeti Líceum festészet szakán. Az 1990-es években diáklapoknak kezdett rajzolni. Majd kisebb-nagyobb rendszerességgel jelentek meg karikatúrái és rövid írásai először a Tromf, majd később a Borúra Derű című erdélyi vicclapokban. Ezek megszűnte után bútorfestőként, segédmunkásként és raktárosként, biztonsági őrként és sírásóként is dolgozott.
2005-től kezdett el megint újságíróként dolgozni az Új Magyar Szó című bukaresti magyar nyelvű közéleti napilapnál. 2007-től két saját karikatúra rovatot kapott az újságnál. A rovatokat Keller Emesétől, a lap korábbi grafikusától örökölte meg, aki nyugdíjba vonult. 2009-től szabadúszóként dolgozik.
2016- tól rendszeresen publikál rövid prózákat az erdélyi szerkesztésű Helikon, illetve Székelyföld kulturális-, irodalmi folyóiratok hasábjain.
2018 december 31-től, az időközben Maszol.ro hírportállá alakult Új Magyar Szóval megszűnt a munkaviszonya. Búcsúképpen A bérhumorról- címmel egy válogatással vett búcsút az olvasóktól.
Rendszeresen publikált az Erdélyi Riport című hetilapban, illetve a marosvásárhelyi kiadású Népújság című napilapban, ahol 2009-től Alulnézet címen kapott rovatot.
Rendszeres műfajai: abszurd, közéleti, morbid, fárasztó, politikai morbid, gasztroenterológiai, hétköznapi.

## Díjak, elismerések
Székelyföld, Szabó Gyula-emlékdíj (2024; próza)

## Kiállításai
- Fogadó a négy bölcs sintérhez, Csíkszereda (2005)
- Bernády Ház, Marosvásárhely (2012)